# Quarter Century Box
『Quarter Century Box』（クォーター・センチュリー・ボックス）は、2012年10月25日に発売されたUNICORNのボックス・セット。同年12月19日発売のシングルリマスター・コレクション「Quarter Century Single Best」（クォーター・センチュリー・シングル・ベスト）、オールタイム・ライブベスト「Quarter Century Live Best」（クォーター・センチュリー・ライブ・ベスト）についても本項で記述する。

## 概要
デビュー25周年（実働10年）を記念したボックス。完全生産限定盤。2形態でのリリースとなった。これまで発表したシングルに収録された全音源（リミックス含む。カラオケは除く）をリマスターし2枚にまとめたシングルリマスター・コレクション「Quarter Century Single Best」、これまでのライブ音源の中から選りすぐりのライブテイクを2枚に収録したオールタイム・ライブベスト「Quarter Century Live Best」、再始動後の全PVと、2012年4月25日に行われた「キューン20 イヤーズ&デイズ」の模様を収録したDVDもしくはBlu-ray Discの計5枚からなる。CDはBlu-spec CDを採用している。
封入特典として、歴代ツアーパンフレットの縮小版9冊と、歴代ロゴコレクションステッカーが付いている。先着購入特典（対象店舗のみ）として、Uc25th 特製ステッカーがプレゼントされた。ステッカーはオリジナルver. 、TOWER RECORDS ver.、TSUTAYA ver.の3種類が存在する。
- 「Quarter Century Single Best」「Quarter Century Live Best」は、2012年12月19日にそれぞれ単品で発売。当初は12月発売予定とされ、一旦2013年2月に発売が延期されるも、最終的に先述の発売日に落ち着いた。いずれも高音質CD「Blu-spec CD2」（以下BSCD2）での発売となる。BSCD2での邦楽作品第一号であり、ユニコーンにとっては高音質CDの邦楽作品第一号は2度目となる（「Blu-spec CD」の邦楽第一号は再始動後初のアルバムとなった「シャンブル」）。

## 収録内容

### Disc 1 「Quarter Century Single Best」 [Disc 1]
1. 大迷惑 (3:39)
（作詞・作曲：奥田民生　Vocal：奥田民生）
2. 服部 (4:32)
（作詞・作曲：奥田民生　Vocal：奥田民生）
3. デーゲーム (w/坂上二郎) (4:33)
（作詞・作曲：手島いさむ　Vocal：坂上二郎）
4. デーゲーム (服部仕様) (4:30)
（作詞・作曲：手島いさむ　Vocal：奥田民生）
5. CSA ~ ロック幸せ (2:53)
（「CSA」 作詞・作曲：阿部義晴　Vocal：阿部義晴　「ロック幸せ」 作詞・作曲：川西幸一　Vocal：川西幸一・手島いさむ）
6. 働く男 (3:50)
（作詞・作曲：奥田民生　Vocal：奥田民生）
7. 命果てるまで (3:51)
（作詞・作曲：奥田民生　Vocal：奥田民生）
 （挿入曲：「第三の男」　作曲：アントン・カラス、マイケル・カー、ゴールデン・ジャック）
8. PTA〜光のネットワーク〜 (single mix) (5:41)
（作詞:奥田民生・阿部義晴　作曲:奥田民生・阿部義晴・小西康陽　Vocal：奥田民生・阿部義晴）
9. スターな男 “異ミックスド” (2:56)
（作詞：阿部義晴　作曲：奥田民生　Vocal：奥田民生）
10. 魚の脳を持つ男 (3:39)
（作詞・作曲：奥田民生　Vocal：奥田民生）
11. ブルース (3:21)
（作詞・作曲：川西幸一　Vocal：奥田民生）
12. サマーな男 (3:31)
（作詞・作曲：奥田民生　Vocal：奥田民生）
13. ヒゲとボイン (4:43)
（作詞・作曲：奥田民生　Vocal：奥田民生）
14. ヒゲとボイン (EXTENDED mix) (7:10)
アルバム初収録バージョン。
15. 黒い炎 (EXTENDED mix) (4:43)
（作詞・作曲：EBI　Vocal：EBI）
アルバム初収録バージョン。

### Disc 2 「Quarter Century Single Best」 [Disc 2]
1. 雪が降る町 (6:28)
（作詞・作曲：奥田民生　Vocal：奥田民生）
2. お年玉 (3:01)
（作詞：阿部義晴・川西幸一　作曲：阿部義晴　Vocal：阿部義晴・EBI）
3. すばらしい日々 (4:36)
（作詞・作曲：奥田民生　Vocal：奥田民生）
4. 素浪人ファーストアウト (5:03)
（作詞・作曲：川西幸一　Vocal：奥田民生）
5. 雪が降る町 "more bell mix" (6:14)
（作詞・作曲：奥田民生　Vocal：奥田民生）
6. WAO! (4:32)
（作詞・作曲：阿部義晴　Vocal：阿部義晴）
7. 半世紀少年 (4:49)
（作詞：川西幸一・奥田民生　作曲：川西幸一・阿部義晴　Rap：川西幸一・EBI　Vocal：阿部義晴・EBI・奥田民生・手島いさむ）
アルバム初収録曲。
8. 川西五〇数え唄 (5:26)
（作詞・作曲：ユニコーン　Vocal：阿部義晴・EBI・奥田民生・手島いさむ）
アルバム初収録曲。
9. 裸の太陽 (4:37)
（作詞：奥田民生　作曲：奥田民生・手島いさむ　Vocal：奥田民生）
10. 裸の太陽 (abedon remix) (5:01)
アルバム初収録バージョン。
11. デジタルスープ (5:05)
（作詞・作曲：阿部義晴　Vocal：奥田民生）
12. ぶたぶた (4:00)
（作詞・作曲：阿部義晴　Vocal：阿部義晴・奥田民生）
アルバム初収録バージョン。
13. Feel So Moon (4:47)
（作詞：奥田民生　作曲：阿部義晴　Vocal：奥田民生）
アルバム初収録曲。
14. Feel So Moon 〜想像してGo Round Glasses〜 (MARU MEGA MIX) (7:38)
アルバム初収録バージョン。

全編曲：UNICORN
「大迷惑」「服部」「デーゲーム」編曲：笹路正徳, UNICORN
「PTA ~光のネットワーク~」編曲：小西康陽

### Disc 3 「Quarter Century Live Best」 [Disc 1]
1. ひまわり　2009/4/1　横浜アリーナ (ユニコーンツアー2009 蘇える勤労) (5:42)
（作詞・作曲：阿部義晴　Vocal：奥田民生）
「MOVIE12 UNICORN TOUR 2009 蘇える勤労」収録音源
2. ケダモノの嵐　2009/10/19　大阪城ホール (川西幸一50歳記念チョットオンチー栄光の50年) (3:51)
（作詞：川西幸一　作曲：奥田民生　Vocal：奥田民生）
「勤労ロードショー 〜LIVE IN JAPAN〜」収録音源
3. おかしな二人　1989/4/29　日比谷野外音楽堂 (UNICORN WORLD TOUR 1989 服部) (3:42)
（作詞：川西幸一　作曲：奥田民生　Vocal：奥田民生）
「MOVIE2 〜 WORLD TOUR 1989 服部」収録音源
4. 大迷惑　1989/7/10　日本武道館 (UNICORN WORLD TOUR 1989 服部) (5:23)
未発表音源
5. 黒い炎　1991/12/29　クロサワフィルムスタジオ (舞監なき戦い) (3:20)
「MOVIE4 舞監なき戦い」収録音源
6. レディオ体操　2011/9/6　日本武道館 (ユニコーンツアー2011 ユニコーンがやって来るzzz...) (5:25)
（作詞・作曲：奥田民生　Vocal：奥田民生）
未発表音源
7. ロック幸せ　1991/2/23　横浜アリーナ (UNICORN 1990 “嵐のケダモノ”TOUR) (5:02)
「MOVIE3 嵐の獣」収録音源
8. 命果てるまで　1991/2/23　横浜アリーナ (UNICORN 1990 “嵐のケダモノ”TOUR) (4:09)
「MOVIE3 嵐の獣」収録音源
9. 自転車泥棒　2009/5/20　日本武道館 (ユニコーンツアー2009 蘇える勤労) (3:51)
（作詞・作曲：手島いさむ　Vocal：奥田民生）
未発表音源
10. ライジングボール　2011/10/9　さいたまスーパーアリーナ (ユニコーンツアー2011 ユニコーンがやって来るzzz...) (5:19)
（作詞：奥田民生　作曲：阿部義晴　Vocal：奥田民生）
「MOVIE23 / ユニコーンツアー2011 ユニコーンがやって来る zzz...」収録音源
11. スターな男　2009/5/20　日本武道館 (ユニコーンツアー2009 蘇える勤労) (4:02)
「勤労ロードショー 〜LIVE IN JAPAN〜」収録音源
12. 裸の太陽　2011/7/20　森のホール21 (ユニコーンツアー2011 ユニコーンがやって来るzzz...) (4:54)
未発表音源
13. 頼みたいぜ　2011/9/6　日本武道館 (ユニコーンツアー2011 ユニコーンがやって来るzzz...) (3:43)
（作詞・作曲：奥田民生　Vocal：奥田民生）
未発表音源
14. 雪が降る町　2009/12/28　幕張メッセ (COUNTDOWN JAPAN 09/10) (6:39)
未発表音源
15. HELLO　2011/10/9　さいたまスーパーアリーナ (ユニコーンツアー2011 ユニコーンがやって来るzzz...) (5:27)
（作詞・作曲：阿部義晴　Vocal：奥田民生）
「MOVIE23 / ユニコーンツアー2011 ユニコーンがやって来る zzz...」収録音源

### Disc 4 「Quarter Century Live Best」 [Disc 2]
1. 服部　1989/4/29　日比谷野外音楽堂 (UNICORN WORLD TOUR 1989 服部)  (5:37)
未発表音源
2. WAO!　2009/5/3　さいたまスーパーアリーナ (ユニコーンツアー2009 蘇える勤労の日々) (5:46)
「勤労ロードショー 〜LIVE IN JAPAN〜」、「勤労ロードショー 〜MADE IN JAPAN〜」収録音源
3. ペケペケ　2009/4/1　横浜アリーナ (ユニコーンツアー2009 蘇える勤労) (3:27)
（作詞：川西幸一　作曲：奥田民生　Vocal：EBI・奥田民生）
「MOVIE12 UNICORN TOUR 2009 蘇える勤労」収録音源
4. パパは金持ち　1989/4/29　日比谷野外音楽堂 (UNICORN WORLD TOUR 1989 服部) (5:28)
（作詞・作曲：奥田民生　Vocal：奥田民生・EBI）
未発表音源
5. 君達は天使　1989/4/29　日比谷野外音楽堂 (UNICORN WORLD TOUR 1989 服部) (2:42)
（作詞・作曲：EBI　Vocal：EBI・奥田民生）
未発表音源
6. 手島いさむ物語　2011/10/9　さいたまスーパーアリーナ (ユニコーンツアー2011 ユニコーンがやって来るzzz...) (4:04)
（作詞・作曲：手島いさむ　Vocal：手島いさむ）
「MOVIE23 / ユニコーンツアー2011 ユニコーンがやって来る zzz...」収録音源
7. デーゲーム　2009/5/2　さいたまスーパーアリーナ (ユニコーンツアー2009 蘇える勤労の日々) (5:01)
「勤労ロードショー 〜LIVE IN JAPAN〜」収録音源
8. HEY MAN!　1989/7/10　日本武道館 (UNICORN WORLD TOUR 1989 服部) (5:15)
（作詞・作曲：奥田民生　Vocal：奥田民生）
「THE VERY RUST OF UNICORN」、「MOVIE8 THE ANOTHER SIDE OF LIVE」収録音源
9. 働く男　2009/5/20　日本武道館 (ユニコーンツアー2009 蘇える勤労) (4:41)
未発表音源
10. デジタルスープ　2011/10/9　さいたまスーパーアリーナ (ユニコーンツアー2011 ユニコーンがやって来るzzz...) (5:11)
未発表音源
11. オレンジジュース　2011/10/9　さいたまスーパーアリーナ (ユニコーンツアー2011 ユニコーンがやって来るzzz...) (4:27)
（作詞・作曲：阿部義晴　Vocal：阿部義晴）
「MOVIE23 / ユニコーンツアー2011 ユニコーンがやって来る zzz...」収録音源
12. 車も電話もないけれど　2011/7/20　森のホール21 (ユニコーンツアー2011 ユニコーンがやって来るzzz...)  (5:12)
（作詞・作曲：奥田民生　Vocal：奥田民生）
未発表音源
13. ヒゲとボイン 2009/8/14 国立代々木競技場第一体育館 (J-WAVE LIVE 2000+9) (5:21)
「勤労ロードショー 〜LIVE IN JAPAN〜」収録音源
14. すばらしい日々　2009/4/1　横浜アリーナ (ユニコーンツアー2009 蘇える勤労) (4:40)
「MOVIE12 UNICORN TOUR 2009 蘇える勤労」収録音源
15. 晴天ナリ　2011/9/6　日本武道館 (ユニコーンツアー2011 ユニコーンがやって来るzzz...) (5:53)
（作詞・作曲：阿部義晴　Vocal：奥田民生）
未発表音源

### DVD / Blu-ray 「MOVIE25 実働10年登場25年箱特典映像」
- <Music Clip Collection>

1. WAO!
2. ひまわり
3. パープルピープル　（作詞：川西幸一　作曲：奥田民生　Vocal：奥田民生）
4. 半世紀少年
5. デジタルスープ
6. 頼みたいぜ
7. Z LIFE　（作詞・作曲：阿部義晴　Vocal：阿部義晴）
8. SAMURAI 5　（作詞・作曲：阿部義晴　Vocal：阿部義晴）
9. さらばビッチ　（作詞：川西幸一　作曲：阿部義晴　Rap：川西幸一・EBI　Vocal：阿部義晴）
10. ウルトラヘブン スーパーマイルド　（作詞：手島いさむ・奥田民生　作曲：奥田民生　Vocal：奥田民生）
11. AGONY　（作詞・作曲：EBI　Vocal：EBI）
12. 手島いさむ物語
13. 裸の太陽
14. ぶたぶた
15. 手島いさむ大百科　（作詞：手島いさむとユニコーン　作曲:奥田民生　Talk：手島いさむ　Chorus：奥田民生・阿部義晴・EBI・川西幸一・対馬智司）
16. レディオ体操
17. Feel So Moon（期間限定スペシャルSPOT）
18. Feel So Moon（Another Music Clip）
19. Feel So Moon

- <キューン20 イヤーズ&デイズ　ライブ映像>

1. 手島いさむ物語
2. デジタルスープ
3. WAO!
4. 頼みたいぜ
5. メダカの恰好　（作詞・作曲：川西幸一　Vocal：川西幸一・EBI・手島いさむ）
6. HELLO